# Oxalis densifolia
Oxalis densifolia är en harsyreväxtart som beskrevs av Joseph Gerhard Zuccarini. Oxalis densifolia ingår i släktet oxalisar, och familjen harsyreväxter. Inga underarter finns listade i Catalogue of Life.